# 訃報 2011年5月
訃報 2011年5月（ふほう 2011ねん5がつ）では、2011年5月に物故した、又は物故が報じられた人物についてまとめる。

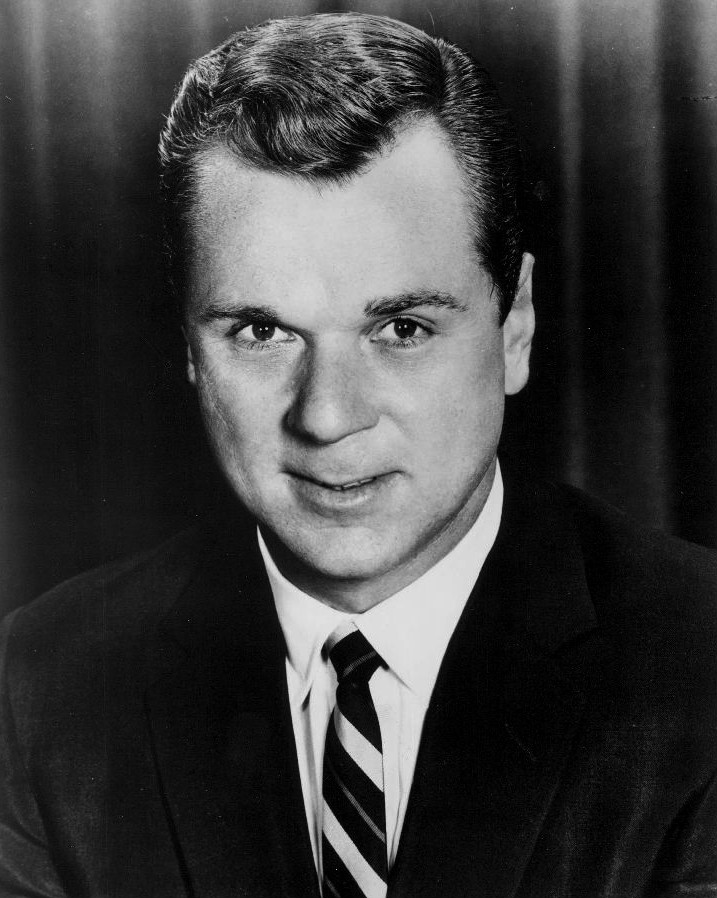
ジャッキー・クーパー／5月3日没

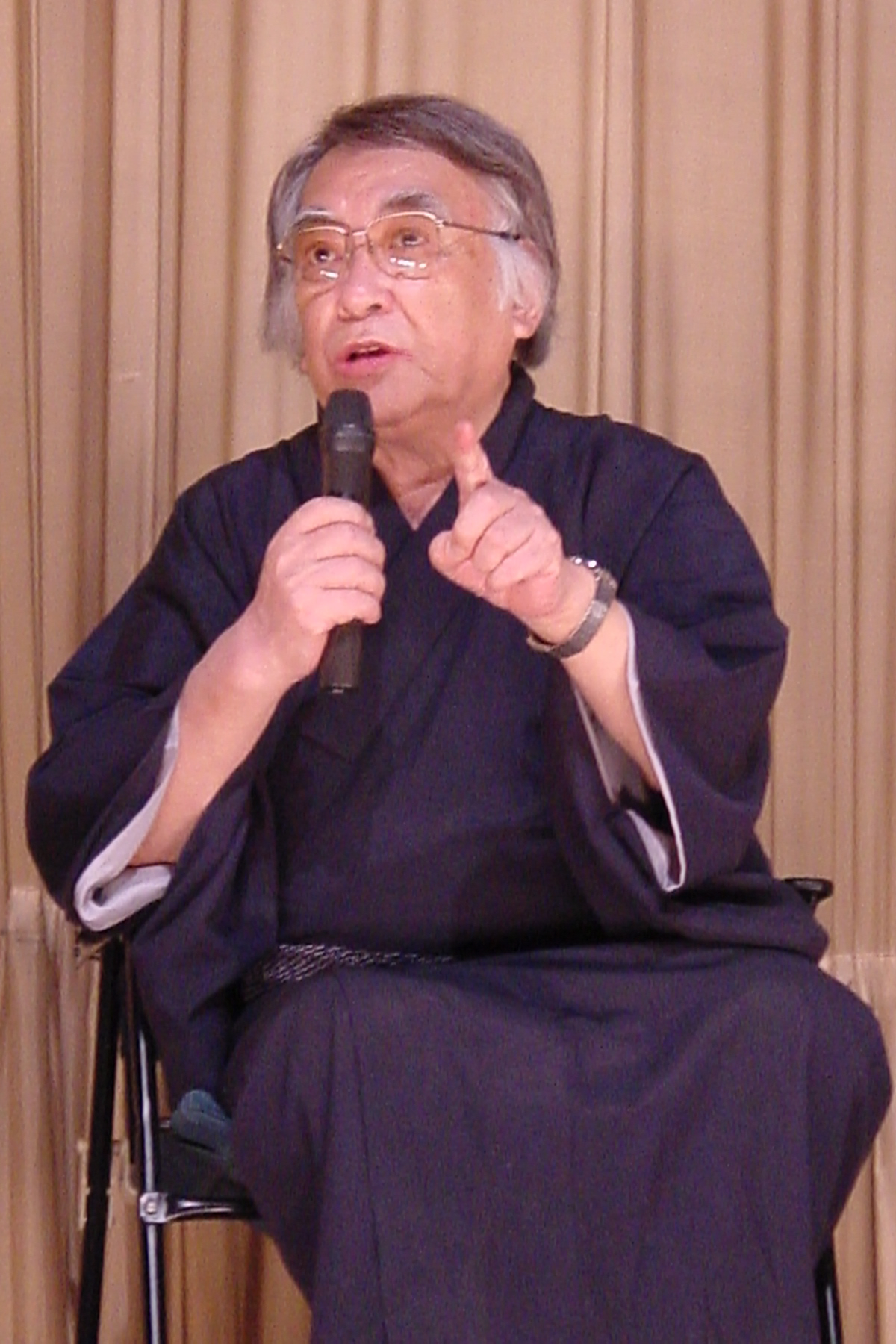
団鬼六／5月6日没

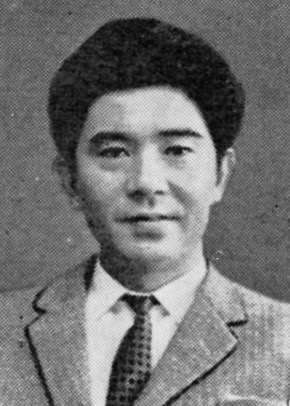
岡田茂／5月9日没

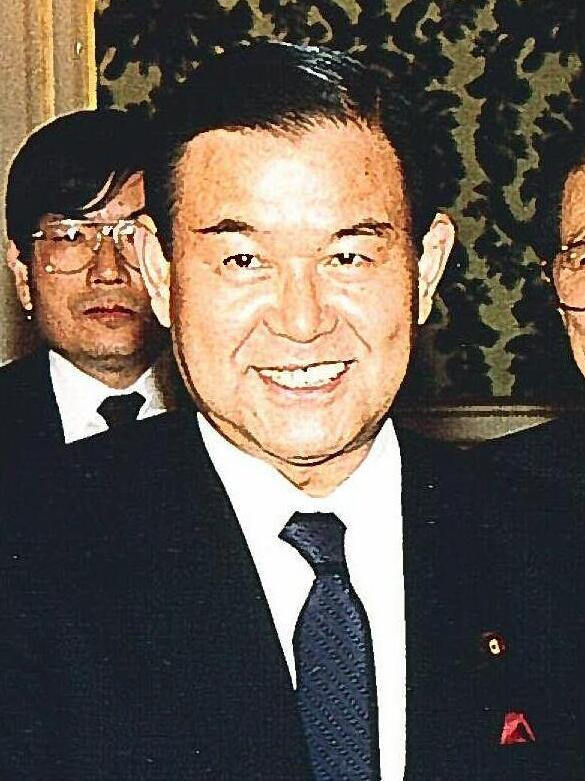
佐藤孝行／5月18日没

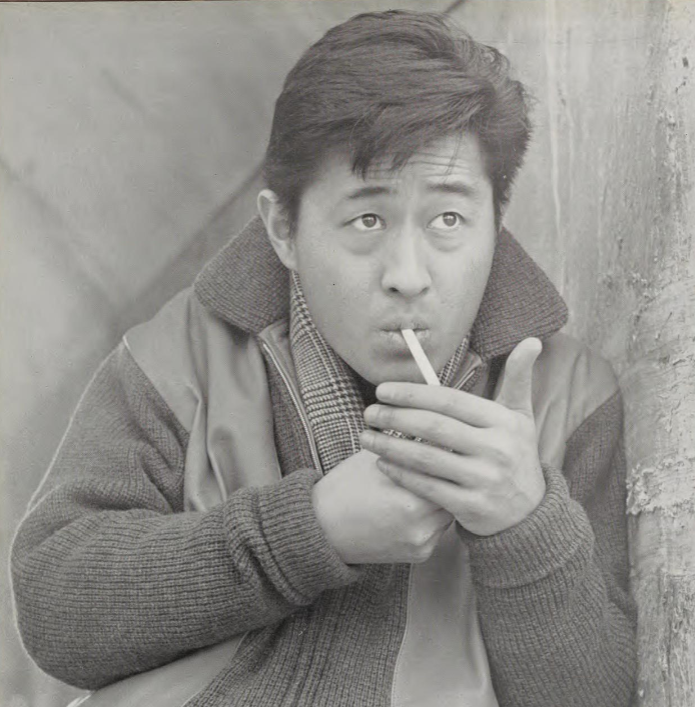
長門裕之／5月21日没

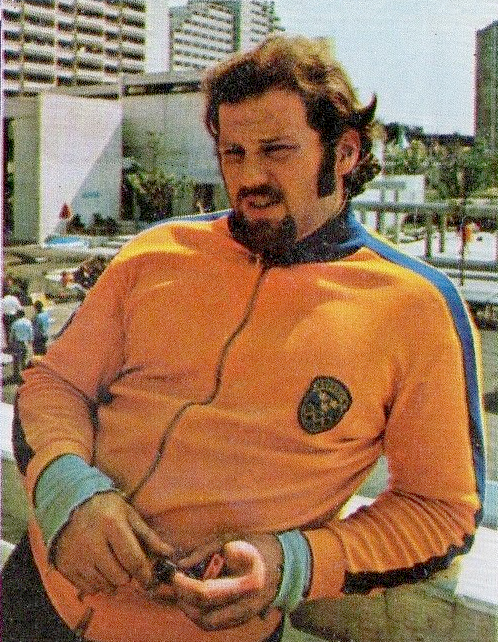
リッキー・ブルーフ／5月30日没

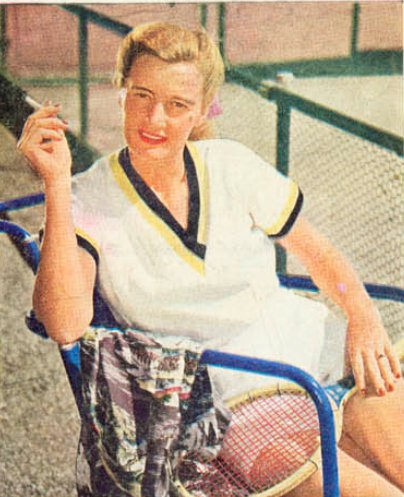
ポーリーン・ベッツ／5月31日没

## 1日 - 15日
- 5月1日 - ヘンリー・クーパー（Henry Cooper[1]）、イギリス出身のボクサー、元欧州ヘビー級王者（* 1934年）[2]
- 5月2日 - 竹林省吾、日本の実業家、三井石油化学工業（現・三井化学）元社長（* 1922年）[3]
- 5月2日 - 井関一孝[4]、日本の実業家、クボタ元副社長（* 1927年?）
- 5月2日 - レオニード・アバルキン[5]、ソビエト連邦の政治家（* 1930年）
- 5月2日 - 八重樫茂生、日本のサッカー選手、サッカー指導者（* 1933年）
- 5月2日 - ウサーマ・ビン・ラーディン、サウジアラビア出身のイスラム過激派活動家（* 1957年?）
- 5月3日 - ジャッキー・クーパー、アメリカ合衆国の俳優、映画監督（* 1921年）
- 5月3日 - 鈴木昭一郎、日本の仏文学研究者（* 1928年）
- 5月3日 - 荒岱介、日本の左翼活動家、旧戦旗・共産主義者同盟（* 1945年）
- 5月4日 - 宇野勝、日本の政治家、元滋賀県野洲町長、全国町村会元会長（* 1920年?）
- 5月4日 - 吉村義雄、リキボクシングジム元経営者、力道山光浩の秘書（* 1924年）[6]
- 5月4日 - 鈴木尚之、日本の労働運動家、市民運動家、新しい歴史教科書をつくる会事務局長（* 1947年）
- 5月4日 - 津島勝、日本の映画監督（* 1947年）
- 5月5日 - クロード・チョールズ（Claude Choules）、イギリスの軍人、第一次世界大戦経験者のうち最後の生存者（* 1901年）[7]
- 5月5日 - アーサー・ローレンツ（Arthur Laurents）、アメリカの劇作家・映画監督（* 1917年）
- 5月5日 - 柴田三千雄、日本の西洋史学者（* 1926年）
- 5月5日 - 川島五郎、日本のボクシング指導者、日本アマチュアボクシング連盟名誉会長（* 1935年?）
- 5月6日 - 原口喜八、日本の監査役、元時事通信社監査役（* 1923年?）
- 5月6日 - 高田恵、日本の実業家、久保田鉄工（現・クボタ）元常務（* 1925年?）
- 5月6日 - 仙波宏祐、日本の邦楽家元、囃子方仙波流家元（* 1927年?）[8]
- 5月6日 - 団鬼六、日本の作家、映画プロデューサー（* 1931年）
- 5月6日 - 井村二郎、日本の実業家、井村屋グループ創業者
- 5月7日 - 赤松大麓、日本のジャーナリスト、毎日新聞論説委員長（* 1929年?）
- 5月7日 - 宮川和則、日本のボクシングジム経営者（* 1949年?）
- 5月7日 - セベ・バレステロス、スペインのプロゴルファー（* 1957年）[9]
- 5月7日 - 桜田晋也、日本の歴史小説作家（* 1949年）
- 5月8日 - 鵜飼三之助、日本のジャーナリスト、実業家、エフエム愛知元社長（* 1920年）
- 5月8日 - コーネル・デュプリー、アメリカ合衆国のミュージシャン（* 1942年）
- 5月8日 - ライオネル・ローズ、オーストラリアの元ボクサー、世界バンタム級元王者（* 1948年）
- 5月9日 - 小橋幹子、日本の箏曲家、元東京芸大教授（* 1910年）
- 5月9日 - 邦千谷、日本の舞踏家（* 1911年）
- 5月9日 - 川喜多雄二、日本の歯科医師、元俳優（* 1923年）[10]
- 5月9日 - 岡田茂、日本の映画プロデューサー、東映名誉会長（* 1924年）
- 5月10日 - ワウテル・ウェイラント、ベルギーの自転車ロードレース選手（* 1984年）
- 5月11日 - 有光教一、日本の考古学者（* 1907年）
- 5月12日 - 尾崎隆、日本の登山家（* 1952年）
- 5月12日 - 上原美優、日本のタレント（* 1987年）[11]
- 5月13日 - 大場幸夫、日本の教育者、大妻女子大学長（* 1936年）
- 5月14日 - 花岡信昭、日本の政治評論家、コラムニスト、産経新聞客員編集委員（* 1946年）
- 5月14日 - 菅聡子、日本の文芸評論家、お茶の水女子大学教授（* 1962年）
- 5月14日 - 佐藤知香、日本の服飾デザイナー（* 1985年）
- 5月15日 - 庄司幸助、日本の政治家、自然保護活動家、元衆議院議員（* 1918年）
- 5月15日 - 赤嶺千壽、日本の元県婦人連合会会長（* 1923年）
- 5月15日 - ボブ・フラニガン（Bob Flanigan）、アメリカのジャズ歌手、フォア・フレッシュメンメンバー（* 1926年）[12]
- 5月15日 - サムエル・ワンジル、ケニアの男子陸上競技選手、北京オリンピック金メダリスト（* 1986年）
- 5月15日 - マンテイ・タルバート（Montae "M-Bone" Talbert）、アメリカの歌手、カリ・スワッグ・ディストリクト（Cali Swag District）のメンバー（* 1988年）[13][14][15]

## 16日 - 31日
- 5月16日 - 児玉清、日本の俳優、司会者（* 1933年）
- 5月16日 - 中村光毅、日本のアニメーション美術監督、メカニックデザイナー、イラストレーター（* 1944年）[16]
- 5月17日 - ジョセフ・ガリバルディ、インドのホッケー選手（* 1915年）
- 5月17日 - エドワード・ハードウィック、イギリスの俳優（* 1932年）[17]
- 5月17日 - ハーモン・キルブルー、アメリカ合衆国の元プロ野球選手（* 1936年）[18]
- 5月17日 - 塚田光太郎、日本の能楽師、宝生流シテ方（* 1944年）[19]
- 5月18日 - 阿部醒石、日本の合気道家、書道家（* 1915年）
- 5月18日 - 田村宏、日本のピアニスト、東京芸術大学名誉教授（* 1923年）[20]
- 5月18日 - 多田徹、日本の劇作家、劇団風の子会長（* 1928年）
- 5月18日 - 佐藤孝行、日本の政治家、元自由民主党衆議院議員、第20代総務庁長官、元自由民主党総務会長（* 1928年）
- 5月18日 - 本多一郎、日本の海将（* 1928年）
- 5月18日 - 藤間哲郎、日本の作詞家（* 1924年）
- 5月19日 - 藤平光一、日本の武道（合気道）家（* 1920年）
- 5月19日 - ギャレット・フィッツジェラルド（Garret FitzGerald）、アイルランドの政治家、元首相（* 1925年）
- 5月20日 - 藤田慎一郎、日本の美術家、元大原美術館館長（* 1919年）
- 5月20日 - 上田繁潔、日本の政治家、第10-12代奈良県知事（* 1921年）
- 5月20日 - 安藤庄平、日本の映画特撮監督（* 1933年）
- 5月20日 - ランディ・サベージ、アメリカ合衆国のプロレスラー（* 1952年）
- 5月20日 - 今井辰紀、日本のコメディアン、ワンツーギャンゴメンバー（* 1981年）
- 5月20日 - 安達明、日本の歌手（* 1948年）
- 5月21日 - 長門裕之、日本の俳優（* 1934年）
- 5月22日 - ジョセフ・ブルックス（Joseph Brooks）、アメリカ合衆国の作曲家、映画監督（* 1938年）[21]
- 5月23日 - シャビエル・トンド、スペインのロードレース選手（* 1934年）
- 5月24日 - 谷哲二郎、日本の実業家、ルミネ社長（* 1949年）[22]
- 5月25日 - レオノーラ・キャリントン、メキシコのシュールレアリスト画家、作家（* 1917年）
- 5月25日 - 奥村和一、日本の元軍人、残留日本兵、ドキュメンタリー映画『蟻の兵隊』出演者（* 1924年）[23]
- 5月25日 - 山路昭平、日本のジャーナリスト、産経新聞社元大阪代表、岡山放送社長（* 1928年?）
- 5月25日 - ポール・スプリットオフ、アメリカ合衆国の元プロ野球選手【カンザスシティ・ロイヤルズ】（* 1946年）[24]
- 5月26日 - 永谷博、日本の実業家、元永谷園社長（* 1929年）
- 5月27日 - 塩崎潤、日本の政治家、元衆議院議員、第9代総務庁長官、第33代経済企画庁長官（* 1917年）
- 5月27日 - 䋆村知之[25]、日本の高分子化学者、岐阜大学名誉教授（* 1941年）[26]
- 5月27日 -  マウゴジャータ・ディデック、ポーランドのプロバスケットボール選手（* 1974年）
- 5月27日 -  ギル・スコット・ヘロン、アメリカ合衆国の歌手（* 1949年）[27]
- 5月27日 -  チェ・ドンハ、韓国の歌手、元sg WANNA BE+メンバー（* 1981年）
- 5月28日 - 高井富子、日本の舞踏家（* 1931年?）[28]
- 5月28日 - ロムアルド・クリム、旧ソビエト社会主義共和国連邦（ベラルーシ出身）の元陸上競技選手（* 1933年）
- 5月28日 - 川田幸夫、日本の元プロ野球選手、元栃木県野球連盟理事長（* 1936年）[29]
- 5月28日 - 村松敏男 - 日本の実業家、テレビ大阪取締役（* 1950年?）[30]
- 5月29日 - マードル・フェレンツ、ハンガリーの政治家、元大統領（* 1931年）[31]
- 5月29日 - セルゲイ・バガプシュ、アブハジアの政治家、大統領（* 1949年）[32]
- 5月29日 - 丸岡修、日本の元全共闘活動家（* 1950年）[33]
- 5月30日 - 本間幸一、日本の秘書、田中角栄首相元秘書（* 1922年?）[34]
- 5月30日 - 伊藤四郎、日本のプロ野球選手（* 1932年）[35]
- 5月30日 - 川並弘昭、日本の教育者、学校法人東京聖徳学園理事長・学園長、聖徳大学・聖徳大学短期大学部学長（* 1933年）[36]
- 5月30日 - 清水昶、日本の詩人、評論家（* 1940年）[37]
- 5月30日 - リッキー・ブルーフ、スウェーデンの元陸上競技選手（* 1946年）[38]
- 5月31日 - ポーリーン・ベッツ、アメリカ合衆国のテニス選手（* 1919年）[39]
- 5月31日 - 坊城俊周、日本の実業家、元共同テレビジョン会長（* 1927年）[40]